# محطة قطار الخضيرة الغربية
محطة قطار الخضيرة الغربية (بالعبرية: תחנת הרכבת חדרה מערב تَخَنَاتْ هَارَكِيڤِتْ خَدِيرَا مَعْرَاڤْ) هي محطة قطار تقع على سكة الحديد الساحلية شمالي إسرائيل. تقع غربي الخضيرة قرب المنطقة الصناعية. تخدم المحطة الركاب وقطارات الشحن جنبًا إلى محطة الخضيرة الشرقية التي تستخدم للشحن فقط. المحطة بعيدة عن مركز المدينة، لذلك كانت حركة الركاب ضعيفة جدًا في سنواتها الأولى، ولكن في السنوات الأخيرة طرأت زيادة كبيرة في حركة الركاب.
يقع شمال المحطة تقاطع ريمز الذي تمر منه سكة الحديد الشرقية ومن خلالها إلى محطة الخضيرة الشرقية. في الوقت الحالي لا يُمكن للقطارات القادمة من محطة الخضيرة الغربية الاستمرار إلى محطة الخضيرة الشرقية، لهذا بدأت أعمال بناء سكة قوسية لتربط السكك الحديدية الجنوبية بالشرقية.

## تاريخ
بعد بناء السكة الحديدية الساحلية في الخمسينيات القرن الماضي، كانت محطة الخضيرة الشرقية الني أُنشئت خلال الانتداب البريطاني (كانت الوحيدة في الخضيرة آنذاك) خارج الخط حيث أنها تقع على السكة الحديدية الشرقية. لإدخال الخضيرة على الخط الساحلي تم بناء محطة الخضيرة الغربية. في 14 مايو 1953 أفتتح الخط الساحلي ومعه محطة الخضيرة.
بعد بضع سنوات توقف استخدام الخط الشرقي، وأُغلقت محطة الخضيرة الشرقية أمام حركة المسافرين، وبالتالي أصبحت محطة الخضيرة الغربية محطة القطار الوحيدة في المدينة. في أوائل التسعينيات تم تجديد المحطة وخضعت مرة أخرى لتجديد شامل في عام 2016، وهي تعمل اليوم كمحطة على خط الضواحي بنيامينا – تل أبيب – رحوفوت – أشكلون وعلى خط بئر السبع – كرميئيل.
بحسب معطيات شركة قطارات إسرائيل في أغسطس 2008، مرّ نحو 135 ألف راكب عبر المحطة، أي المتوسط في اليوم الواحد حوالي 5,000 راكب.
بالقرب من المحطة، تم التخطيط لإنشاء مركز مواصلات بمساحة 100 دونم، والذي سيشمل محطة حافلات ستحل محل المحطة المركزية في وسط المدينة، وكذلك مواقف سيارات وجسور. وكجزء من مركز المواصلات الجديد، سيتم توسيع محطة القطار، بحيث يضاف إليها رصيف آخر، وسيكون الوصول إليها ممكنًا أيضًا من جانبها الغربي.
في عام 2022 بدأت أعمال كهربة السكة الحديدية في المحطة، وفي 7 يناير 2023 كانت الرحلة الأولى لقطار كهربائي في المحطة.

## تصميم
يوجد في المحطة ثلاثة أرصفة، رصيف جانبي عند مدخل المحطة في المبنى الرئيسي، ومنصة جزيرة تُستخدم للرصيفين 2 و3 موجودة بين السكك الحديدية ويُمكن الوصول إليها بواسطة ممر تحت الأرض. يُستخدم الرصيفان 1 و2 لقطارات الضواحي، بينما يُستخدم رصيف 3 لقطارات بين المدن لتتجاوز قطارات الضواحي في حالة كان أحدها يقف في المحطة وذلك لتقليل التأخيرات (يحدث هذا عادة في محطة بنيامينا). يوجد في المحطة أيضًا سكك حديدية إضافية لقطارات الشحن.

## الخطوط
خلال معظم ساعات النهار يتوقف في المحطة قطارين كل ساعة بكلا الاتجاهين شمالًا وجنوبًا على خط أشكلون–بنيامينا. سابقًا كانت تتوقف في المحطة القطارات الليلية على خط مطار بن غوريون–نهاريا.